# Kungliga Automobilklubben

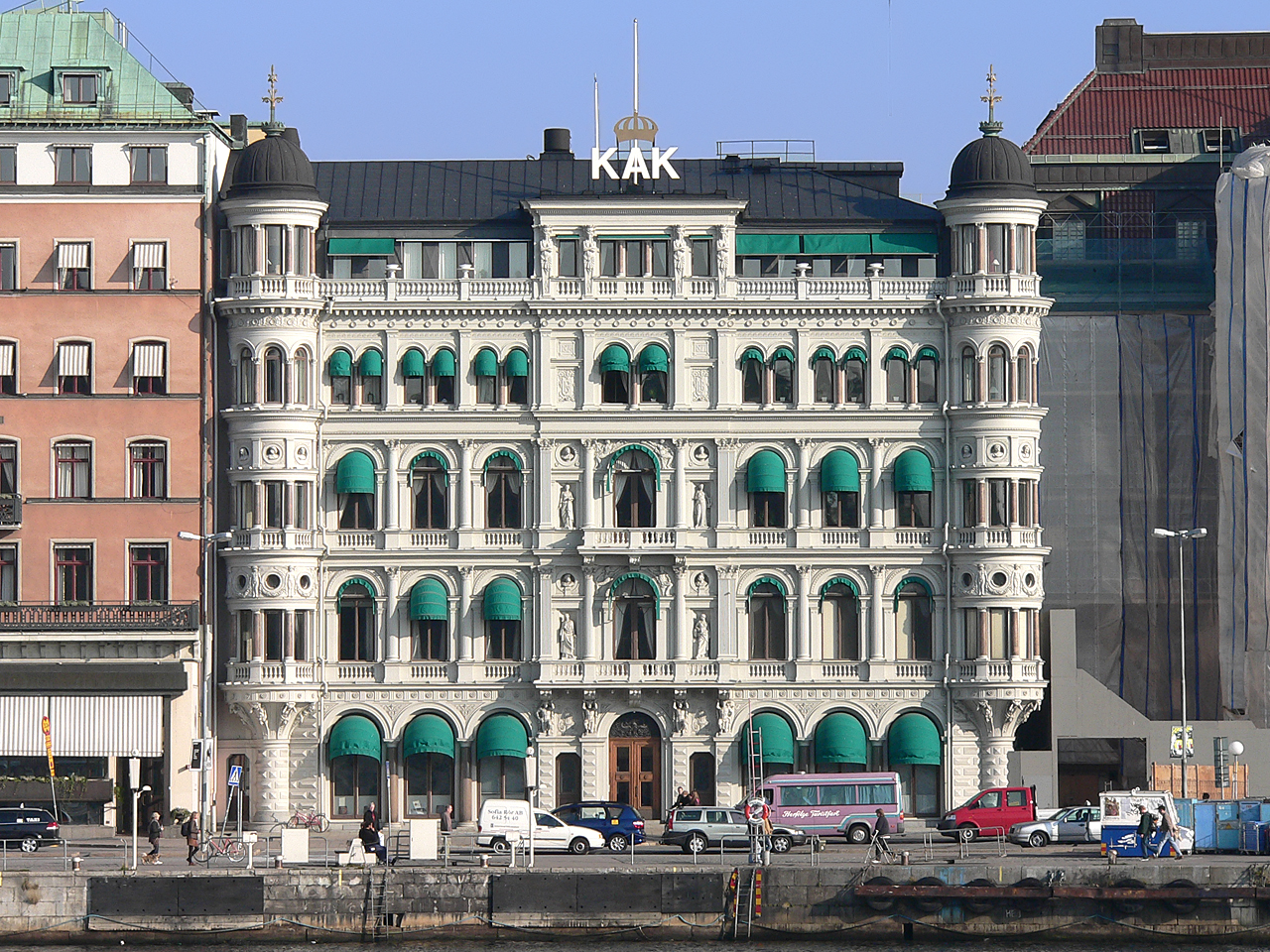
Bolinderska palatset med KAK-skylten på taket.

Kungliga Automobil Klubben (KAK), grundad 1903, är en svensk allmännyttig ideell förening som syftar till att tillvarata bilismens intressen, genom att bland annat anordna biltävlingar. Förkortningen lyder KAK.
KAK är känt i Stockholm för sin reklamskylt på taket av Bolinderska palatset på Blasieholmen. KAK har kanslier i Stockholm (numera på Restaurang Godthem på Djurgården), Göteborg och Malmö.

## Historik
KAK grundades på initiativ av Clarence von Rosen med syfte att ena och tillvarata motormännens intressen. Från 1906 anordnades årliga vintertävlingar på sträckan Göteborg-Stockholm. 1915 bildades Kungliga Motorbåt Klubben som en underavdelning till KAK.
KAK utgav även 1935 den första svenska bilatlasen och dominerade utgivningen av bilatlaser fram till 1960-talet, då bensinbolagen började ge ut billigare alternativ.

## Verksamhet

### Expertrådet
Inom KAK finns det ett expertråd som med hjälp av sina stadgar arbetar för ”bilismens sunda utveckling”. Rådet arbetar för att utveckla Kungliga Automobil Klubbens ståndpunkter i trafikfrågor och påverka beslutsfattare, opinionsbildare och allmänhet i dessa frågor.
Expertrådet lägger fram förslag till klubbens styrelse som sedan arbetar för att marknadsföra dessa ståndpunkter.

### Midnattssolsrallyt
Sedan 2006 har Kungliga Automobil Klubbens åter igen arrangerat midnattssolsrallyt, nu ett rally för historiska rallybilar.